# Ratpenat de llança de Peters
El ratpenat de llança de Peters (Phylloderma stenops) és una espècie de ratpenat que viu a Centreamèrica, el Perú, Bolívia i el Brasil.

## Taxonomia
- Phylloderma stenops boliviensis
- Phylloderma stenops septentrionalis
- Phylloderma stenops stenops